# سيرجيو روبين
سيرجيو روبين (بالإسبانية: Sergio Rubin)‏ هو صحفي أرجنتيني، ولد في 30 يوليو 1958 في سانتا في في الأرجنتين.